# Mount Kerkeslin
Mount Kerkeslin är ett berg i Kanada.   Det ligger i provinsen Alberta, i den centrala delen av landet, 3 100 km väster om huvudstaden Ottawa. Toppen på Mount Kerkeslin är 2 956 meter över havet.
Terrängen runt Mount Kerkeslin är bergig söderut, men norrut är den kuperad.Trakten runt Mount Kerkeslin är nära nog obefolkad, med mindre än två invånare per kvadratkilometer.. Det finns inga samhällen i närheten. 
Trakten runt Mount Kerkeslin består i huvudsak av gräsmarker.